# Román Baldorioty de Castro
Román Baldorioty de Castro   (Guaynabo, 23 de febrer de 1822 - Ponce, 30 de setembre de 1889) fou un professor i polític porto-riqueny, defensor de l'abolició de l'esclavitud i la autonomia de Puerto Rico.
Va estudiar a San Juan i es va traslladar a Madrid amb una beca i va estudiar Ciències Físiques i Matemàtiques. Després va anar a França i va estudiar a l'Escola Central d'Arts i Manufactures de París. El 1853 va tornar a Puerto Rico i es va convertir en professor de Botànica i Ciències Marítimes a l'Escola de Comerç, Agricultura i Estudis Marítims de San Juan, així com a de Física i Química al Seminari Conciliar. De 1860 a 1865 també va ser secretari de les Fires de mostres que es van celebrar a Puerto Rico pel qual va escriure informes.
Durant aquests mateixos anys va començar la seva carrera política ingressant al Partit Liberal Reformista que va representar a la Fira Universal de París de 1867. El 1869 fou elegit diputat de les Corts espanyoles per Mayagüez y el 1871 per Ponce, donant suport a les causes abolicionistes i autonomistes. Va fundar i editar la revista «Asuntos de Puerto Rico» i va contribuir en el «Correo de España». Va tornar a Puerto Rico el 1873 on va fundar el diari «El derecho» a Ponce. Poc després va fugir de Puerto Rico i es va refugiar a la República Dominicana actual on va fundar el Col·legi Antillano. Tornant a Puerto Rico el 1878, va començar una setmanari polític a Ponce, «La crònica», com a vehicle per a la seva ideologia autonomista. El 1887 fundà el Partit Autonomista porto-riqueny. Però aquest any també va veure una repressió contra dissidents polítics i Baldorioty va ser acusat de publicar propaganda sediciosa i empresonat al castell de El Morro. Malgrat el seu ràpid alliberament, la seva presó va afectar la seva salut i va morir poc després a Ponce el 1889.